# Stod, Tjeckien
Stod är en stad i Tjeckien.   Den ligger i regionen Plzeň, i den västra delen av landet, 100 km sydväst om huvudstaden Prag. Stod ligger 340 meter över havet och antalet invånare är 3 532.
Terrängen runt Stod är huvudsakligen platt. Stod ligger nere i en dal.Runt Stod är det ganska tätbefolkat, med 104 invånare per kvadratkilometer. Närmaste större samhälle är Plzeň, 19,5 km nordost om Stod. I omgivningarna runt Stod växer i huvudsak blandskog.